# 11 Brygada Zmechanizowana (Bundeswehra)
11 Brygada Zmechanizowana „Bayerwald” (11 Brygada Grenadierów Pancernych) (niem. Panzergrenadierbrigade 11) – zmechanizowany związek taktyczny Bundeswehry.
W okresie zimnej wojny Brygada wchodziła w skład 4 Dywizji Zmechanizowanej i przewidziana była do działań w pasie Centralnej Grupy Armii.

## Struktura organizacyjna
| Organizacja PzGrenBrig 11 w 1989 | Organizacja PzGrenBrig 11 w 1989    | Organizacja PzGrenBrig 11 w 1989 |
| Godło                            | Pododdział                          | Miejsce stacjonowania            |
| -------------------------------- | ----------------------------------- | -------------------------------- |
|                                  | dowództwo brygady                   | Bogen                            |
|                                  | 111 batalion grenadierów pancernych | Bogen                            |
|                                  | 112 batalion grenadierów pancernych | Regen                            |
|                                  | 113 batalion grenadierów pancernych | Cham                             |
|                                  | 114 batalion pancerny               | Neunburg vorm Wald               |
|                                  | 115 batalion artylerii              | Neunburg vorm Wald               |